# Studzieniczno (jezioro)
Studzieniczno (niem. Stüdnitzsee) – przepływowe jezioro wytopiskowe Pojezierza Bytowskiego, na południowy wschód od Miastka, województwo pomorskie, powiat bytowski, gminy Miastko o charakterystycznym kształcie podkowy. Południowa i zachodnia linia brzegowa jest częściowo zalesiona. Z jeziora wypływa rzeka Studnica. Ogólna powierzchnia akwenu jeziora wynosi 64,2 ha.